# Antonio Lizárraga
Antonio Lizárraga y Esquiroz (Pamplona, 22 de enero de 1817-Roma, 7 de diciembre de 1877) fue un militar español.
Participó en la Primera Guerra Carlista en el Ejército de Don Carlos, donde se ganó fama de valiente, vertiendo tres veces su sangre en Gulina, Artaza y Guisona en defensa de la «santa causa». Una de las veces que cayó herido lo fue de muchísima gravedad, recibiendo nueve lanzadas; pero pronto logró, sin embargo, su curación, asistiendo después al célebre sitio de Bilbao. Habiendo ascendido a teniente, en 1839 se acogió el Convenio de Vergara, siendo destinado al depósito de oficiales de Burgos.
Sirvió en el Ejército isabelino, en el que llegó a combatir contra los carlistas en la Guerra de los Matiners, y fue condecorado en varias ocasiones. Tras la Revolución de 1868, volvió a las filas legitimistas. Estallada la tercera guerra carlista, en 1873 fue nombrado comandante general de Guipúzcoa y al año siguiente jefe de Estado Mayor General del Ejército del Centro y comandante general de Aragón. Con una guarnición de poco más de mil hombres, defendió heroicamente la plaza de Seo de Urgel, hasta el punto de que su enemigo el general liberal Martínez Campos le concedió honores de guerra tras lograr su capitulación. 

## Biografía
Era hijo de Marcos Lizárraga y Bernarda Esquíroz, de noble progenie. Siguiendo el ejemplo de la mayor parte de sus paisanos navarros, el 23 de diciembre de 1833, con 17 años de edad, ingresó en clase de soldado en el Ejército carlista, sentando plaza en clase de voluntario en el segundo batallón de Navarra, tras haber acreditado poseer la instrucción primaria.

### Primera Guerra Carlista
Ya en campaña, participó en el desarme de Aézcoa y en la toma de Orbaiceta. El 18 de junio de 1834 ascendió a cabo primero en la acción de Gulina, en la que fue herido, así como el 31 de julio en Artaza, lo que le valió los galones de sargento segundo. Ascendido en 13 de enero de 1835 a sargento primero, tomó parte en el sitio de Maeztu, en las acciones de Arguijas y Larraga, en el bloqueo de Ciga, en la toma de Echarri Aranaz y en el sitio de Bilbao, siendo nombrado alférez el 2 de septiembre de 1835. Durante el año siguiente se halló a las órdenes del general García en todas las acciones que dio este señor, y en la batalla de Huesca ganó el empleo de teniente; peleó luego en Barbastro y Guisona (donde fue nuevamente herido) y en la toma de Torrecilla. En el año 1838 se batió en el Carrascal, en Allo, en Dicastillo, en Biurrun, en Arróniz y en Belascoáin. Operó en 1839 en Ramales, Guardamino, Arratia y Villarreal, y habiéndose adherido al Convenio de Vergara, le reconoció el gobierno el empleo de teniente.

### Servicio en el Ejército isabelino
Desde el año 1840 hasta 1843 permaneció en Cataluña, y habiendo sido nombrado en el último comandante militar de Valls, se dedicó con incansable afán y buen éxito a perseguir ladrones y asesinos, terror de la comarca. El 6 de octubre del mismo año batió y dispersó al cabecilla Escoda, que mandaba unos 150 trabucaires, cuando, en amable consorcio «jamancios» (republicanos) y carlistas, según las fuentes liberales, «sembraban el luto y la desolación en su propio país». Este servicio valió a Lizárraga plácemes de las autoridades y por él fue revalidado en el empleo de teniente, obteniendo además como gracia especial el grado de capitán.
Además de en Cataluña, hasta 1847 Lizárraga estuvo prestando el servicio de su clase, de guarnición en Aragón y Madrid. En 1848 fue destinado al Ejército de operaciones de Cataluña y persiguió a sus antiguos correligionarios carlistas en la Guerra de los Matiners, por cuyo servicio obtuvo la Cruz de San Fernando de primera clase. Ascendido a capitán, por antigüedad, en 1853 pasó a Sevilla de reemplazo; en julio del año siguiente se le concedió el grado de comandante, por gracia general, y en octubre fue destinado al Regimiento de Asturias; en 1855 se le trasladó a la reserva de Málaga y cuando la guerra de África pasó el Estrecho con el tercer tercio de la Brigada Vascongada, el cual no llegó a entrar en fuego, por lo que Lizárraga no pudo obtener ninguna recompensa en aquella campaña, pero en 1861 fue ascendido a comandante, por elección. Encargado del mando del Batallón Cazadores de Arapiles, el 22 de junio de 1866 se batió brillantemente contra los sublevados del cuartel de San Gil en las calles de Madrid, y aquel mismo día se le nombró teniente coronel. En agosto de 1867 pasó Lizárraga con el batallón de su mando a Cataluña, para perseguir las partidas republicanas sublevadas de Lérida y Tarragona, a las cuales derrotó, por lo cual obtuvo la cruz roja de segunda clase del Mérito Militar. Durante esta época también fue condecorado con la cruz de San Hermenegildo
Cuando estalló la revolución de septiembre de 1868 y se sublevó Barcelona, el teniente coronel Lizárraga permaneció leal a Isabel II y fue el único jefe que con el Batallón Cazadores de Arapiles bajo su mando se puso incondicionalmente a las órdenes del capitán general Conde de Cheste, a quien acompañó leal y decidido a combatir, hasta su entrada en Francia, por lo cual fue declarado de reemplazo el día 23 de octubre de 1868.

### Tercera guerra carlista
Pidió y obtuvo su retiro para Madrid en 1870 y, de acuerdo con la prensa liberal, permanecería en la capital hasta 1873, en que desapareció por hallarse complicado en causa formada por conspiración carlista en Valladolid, desertando del Ejército para pasarse a sus antiguas banderas. Sin embargo, según Francisco de Paula Oller, en 1869 Lizárraga ya se habría presentado a Don Carlos de Borbón y Austria-Este, quien lo nombraría coronel, y en 1872 participó en el nuevo alzamiento carlista a las inmediatas órdenes del general Carasa.
Figuró después en la Junta militar carlista de Bayona, y ascendido a brigadier por Dorregaray, y nombrado comandante general de Guipúzcoa, entró en España el 6 de enero de 1873, inició el levantamiento de la provincia de su mando el día 16, organizó el batallón de Cazadores de Azpeitia, atacó Azpeitia el 29, y habiendo caído gravemente enfermo, quedó oculto en Elgóibar. El 19 de marzo volvió a encargarse de la comandancia general de Guipúzcoa, sostuvo una acción el 12 de abril en Amézqueta, otra al día siguiente en Abalcizqueta; contribuyó mucho con sus disposiciones y su valor a la victoria de Eraul: peleó en Azpeitia y Lecumberri; organizó el 1 de julio los batallones tercero y cuarto de Guipúzcoa, y tuvo la honra de recibir y escoltar las fuerzas de su mando a Don Carlos, cuando éste entró en España el 16 de julio de 1873. Asistió a su lado al ataque de Ibero; se separó de él en Echauri para tomar la ofensiva en Guipúzcoa y dirigió con tal inteligencia las operaciones de esta provincia, que en 15 días redujo a 10 los 37 pueblos armados y fortificados que en ella tenían los liberales, y organizó dos batallones más.
En septiembre bloqueó Tolosa, estableció una línea permanente de defensa a la izquierda del Oria, y a costa de innumerables combates logró aislar Loma y Tolosa, estrechando cada vez más el cerco de esta población.
El 7 de diciembre sofocó Lizárraga de manera serena y enérgica la sublevación del cura Santa Cruz: mandó la izquierda carlista en la batalla de Velabieta, y después de ser recompensado por su brillante campaña de Guipúzcoa con la faja de Mariscal de Campo y la Gran Cruz Roja del Mérito Militar, le nombró Dorregaray, a principios de 1874, comandante general de Aragón.
El 17 de febrero se presentó el general Lizárraga en la línea de Somorrostro, con el batallón de Almogávares y un escuadrón; tomó muy activa parte en las operaciones del sitio de Bilbao, y se distinguió notablemente en las batallas de Somorrostro y San Pedro Abanto y en la retirada del Ejército Real.
Nombrado a mediados de junio de 1874, el general Lizárraga, jefe de Estado Mayor General del Ejército del Centro, entró en Cataluña el 27 del mismo mes, y el 21 de julio tomó en Chelva posesión de su nuevo destino, asistiendo al ataque de Teruel el 4 de agosto, al lado del infante.
El 6 de diciembre se encargó interinamente el general Lizárraga del mando en jefe del Ejército del Centro; tomando inmediatamente las convenientes medidas para proveer de buen armamento a sus fuerzas y regularizar la administración; mas no descuidando por ello las operaciones militares, encargó al brigadier Vallés recorriera las provincias de Guadalajara y Cuenca; al brigadier Gamundi que hiciera expediciones a Calatayud y Daroca; y él recorrió con la brigada Cucala el Maestrazgo y Valencia.
A principios de enero de 1875 llegó al Centro Dorregaray, general en jefe en propiedad del Ejército que interinamente mandaba Lizárraga, quien le entregó las fuerzas el día 17, y pasó a Cataluña a encargarse de la Capitanía General del Principado, de la que no llegó a tomar posesión, quedando a las órdenes de Savalls, con quien estuvo en las operaciones sobre Olot en marzo y abril.
Encargado después el general Lizárraga de la defensa de Seo de Urgel, se trasladó a esta plaza, trabajando desde entonces con gran inteligencia y actividad en la reparación de antiguas fortificaciones, en la construcción de algunas obras nuevas y en el aprovisionamiento de municiones de boca y guerra. Por decreto de 16 de julio de 1875 confirió Don Carlos el título de Marqués de Zugarramurdi al general Lizárraga, y comenzado el sitio de Seo de Urgel, a los dos días en él Lizárraga tuvo ocasión de demostrar su valor y lealtad a su rey, pues solamente con los batallones segundo y cuarto de Lérida, algunos artilleros e ingenieros, y unos cañones antiguos, casi inservibles, pues sólo tenía dos Krupp, hizo frente al enemigo, que contaba con más de 11 000 hombres y más de 70 piezas modernas, no rindiéndose sino cuando (después de pelear bizarramente en la sierra del Cuervo, en la torre de Solsona y en Castellciudad; después de sufrir un horroroso bombardeo y de rechazar heroicamente dos asaltos) tuvo el 26 de agosto la certeza de que no podía esperar auxilio de ningún género, y hacía ya dos días que había agotado los víveres y el agua. Fue tan heroica la defensa de Seo de Urgel, que Martínez Campos no vaciló en conceder los honores de la guerra a aquella guarnición que el día en que capituló, solo constaba de un oficial general, 148 jefes y oficiales, 877 individuos de tropa y 108 heridos.
Canjeado Lizárraga, se presentó inmediatamente a Don Carlos, y tomó parte en las últimas operaciones, distinguiéndose en la defensa de Estella. El día 20 de febrero fue nombrado jefe de Estado Mayor General y con este cargo acompañó al pretendiente en su retirada a Francia, en donde entró con él el día 28. Ferviente católico, el general Lizárraga fallecería en Roma al año siguiente.

#### Acusaciones de traición
Según afirmaría en 1888 Benito Fontcuberta, director de El Semanario de Tortosa (periódico afecto a Nocedal), durante la campaña el General Lizárraga llegó a ser destituido del mando por orden de Don Alfonso de Borbón y Austria-Este leída al Ejército Real del Centro, y procesado como traidor. Estando postergado en Ulldecona, Lizárraga habría dicho personalmente a Fontcuberta: 

No podemos triunfar, nuestra causa está perdida, estamos rodeados de masones y ellos influyen en la dirección de nuestros asuntos. No puedo señalar con el dedo cuáles son los jefes carlistas afiliados a la masonería; pero no tengo la menor duda de que los hay, pues solo así se puede explicar satisfactoriamente el por qué en nuestro campo se ve, en muchas ocasiones, vilipendiado el nombre cristiano y leal, y ensalzados cuatro perillanes.